# スペースX CRS-32
NASAによってSpX-31とも表記されるスペースX CRS-32は、2025年4月21日に打ち上げられた国際宇宙ステーション（ISS）への商業補給サービスミッション。このミッションはNASAによって契約され、スペースXが運用した。使用された宇宙船カーゴドラゴンC209にとって5回目のミッションとなった。

## 打ち上げ
CRS-32は、2025年4月21日 08:15:45 UTC（打ち上げ場所の現地時間 東部標準時午前4:15:45）にケネディ宇宙センターLC-39Aから打ち上げられた。

## 積荷目録
このカーゴドラゴンには、2,168キログラム (4,780 lb)の与圧貨物と、750キログラム (1,650 lb)の非与圧貨物からなる総計3,021キログラム (6,660 lb)の貨物と補給品が積み込まれた。
積荷目録の詳細は以下の通り：
- 乗員の補給品：1,468 kg (3,236 lb)
- 科学研究：255 kg (562 lb)
- 船外活動装備：190 kg (420 lb)
- 宇宙船資機材：255 kg (562 lb)
- コンピューター資材：8 kg (18 lb)

## 科学研究
いくつかの研究資機材がカーゴドラゴンに搭載されて軌道研究室に運ばれる。NASAは以下の6件のプロジェクトに注目している：

### 地球撮影と宇宙放射線センシング
STP ヒューストン 10 は、太陽放射、地球画像、リモートセンシング、材料露出、および天体物理学がステーションの外部と将来の航空機や宇宙船に与える影響を測定するために、6 つの機器を国際宇宙ステーションに打ち上げた。
中性子放射検出機器
この実験では、太陽フレアや EMP からコンピュータ チップを保護するために、太陽放射線と宇宙放射線がコンピュータ チップに与える影響を測定する。
ファルコンODIN
この実験では、高速地球センシング撮影技術を使用して、雷と上層大気の放射線スプライトの影響を測定する。
TERIとCZT
これらの実験は中性子放射線検出器であり、プラズマの脈動と国際宇宙ステーションの外部の放射線を測定する。
SEED
これらは、新しい技術を宇宙の真空にさらす一連の宇宙暴露実験。
SPADE-3
これは、宇宙天気の影響と太陽嵐のタイミングを監視する NASA のプロジェクト。
SFXTI
この実験は、太陽フレアの影響と太陽嵐のダイナミクスを監視する。この実験の主なスポンサーはNASAとモンタナ州立大学となっている。

### 宇宙の原子時計
数年にわたる遅延の後、ACES実験がついに国際宇宙ステーションに向けて打ち上げられた。この実験では、国際宇宙ステーションの稼働期間中、または時計の電池が切れるまで、コロンバスモジュールの外側、側面4番面に2つの原子時計が搭載される。

## ギャラリー

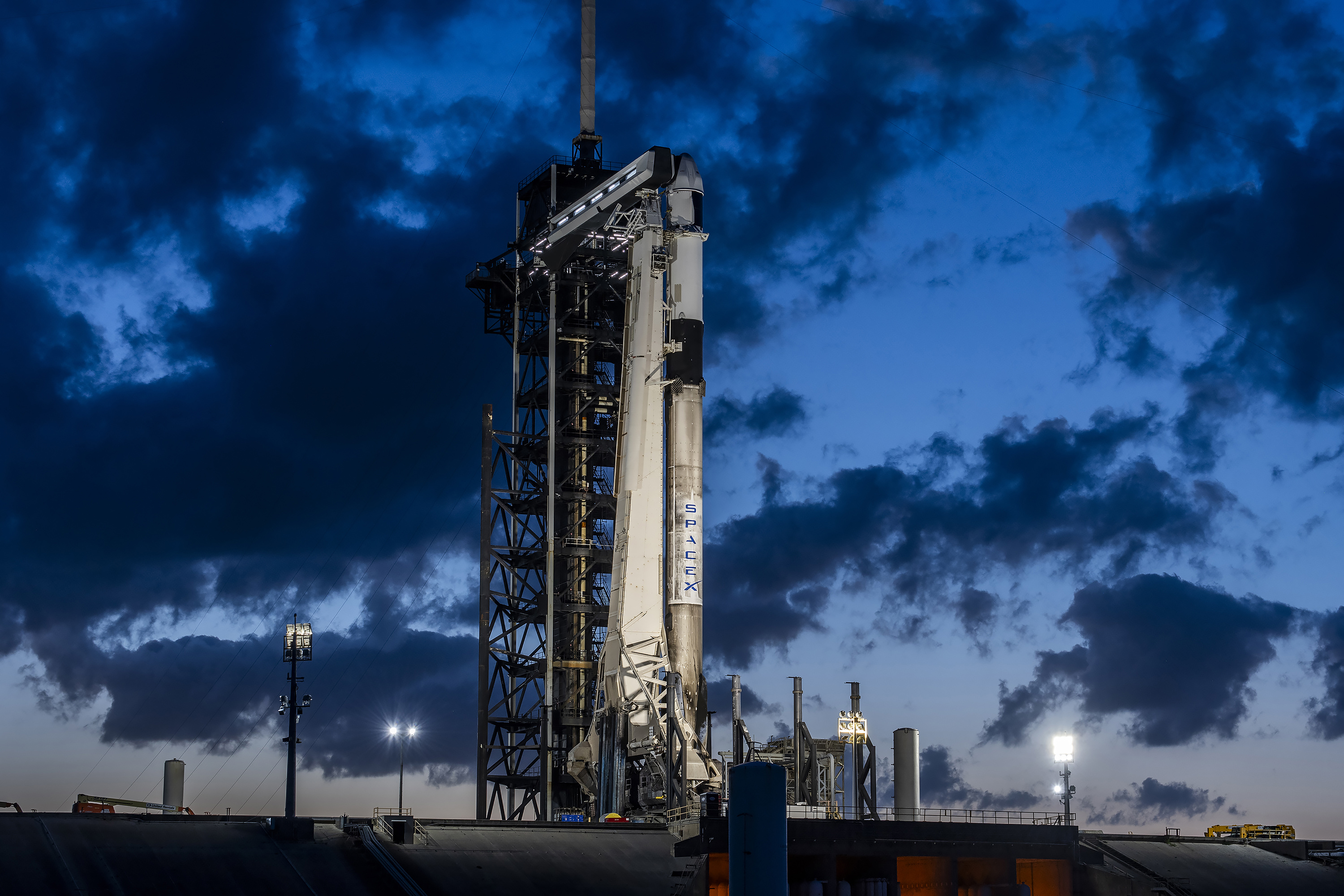
LC-39Aで直立するスペースX CRS-32
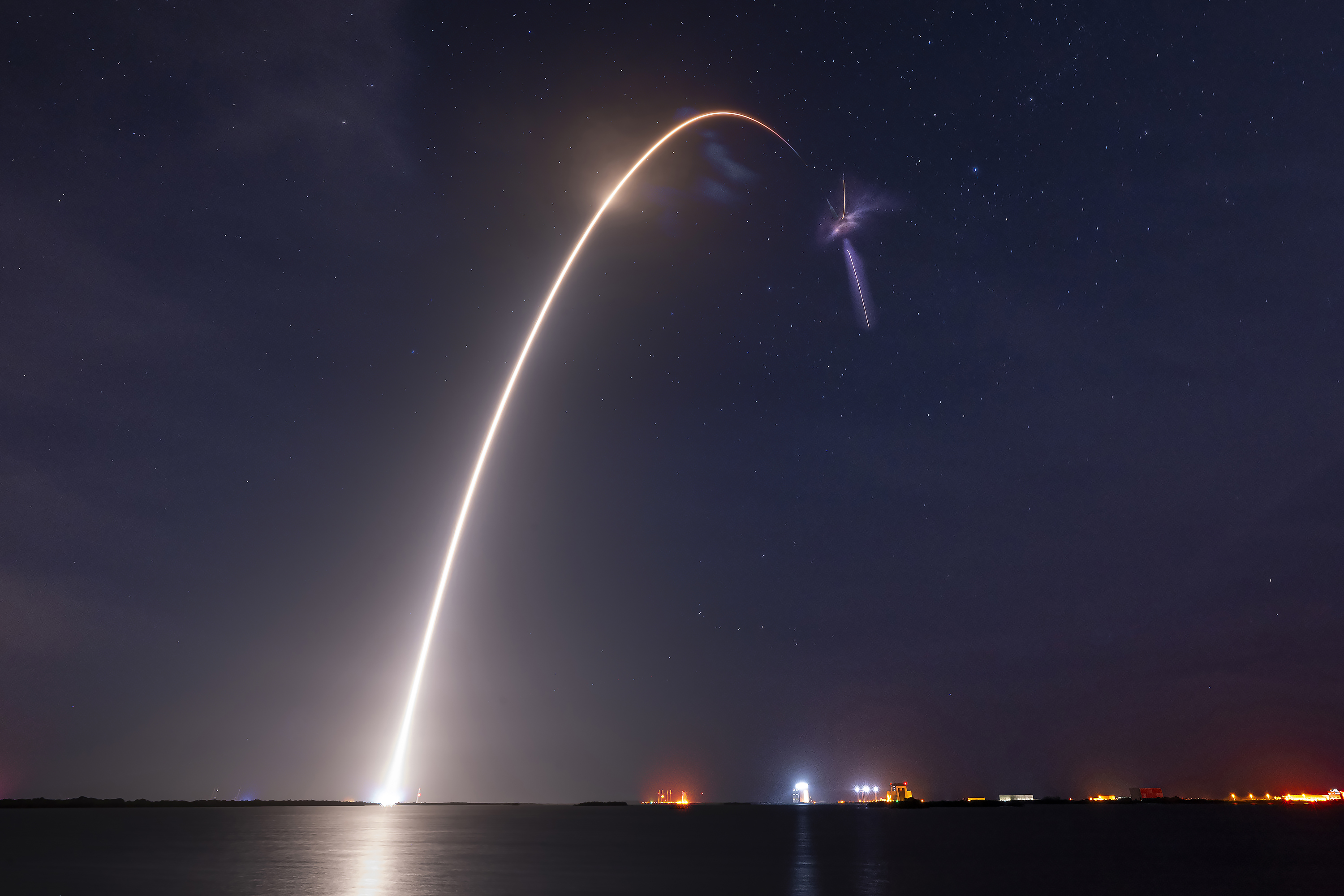
打ち上げ、第2段点火および第1段の逆噴射が写った長時間露光写真（英語版）